# Cromac
Cromac – miejscowość i gmina we Francji, w regionie Nowa Akwitania, w departamencie Haute-Vienne.
Według danych na rok 1990 gminę zamieszkiwało 339 osób, a gęstość zaludnienia wynosiła 14 osób/km² (wśród 747 gmin Limousin Cromac plasuje się na 334. miejscu pod względem liczby ludności, natomiast pod względem powierzchni na miejscu 260.).

## Populacja

Populacja Cromac w latach 1962–2008